# Hiéroglyphe égyptien I1
Pour les articles homonymes, voir Lézard (homonymie).
Le hiéroglyphe égyptien I1 (lézard) est classifié dans la section I « Amphibiens, reptiles, etc. » de la liste de Gardiner ; il y est noté I1.

## Représentation
Il représente un lézard de type gecko (Gekkota) en mouvement et représenté de manière à donner l'impression de parcourir une parois.
```
Il est 
translittéré
 
ˁšȝ
.
```

## Utilisation
| a · S | I1 |

| a · S | I1 |

| I1 | A | Z2 |

| I1 | A | Z2 |

abondant, copieux, riche en, ordinaire, souvent, quantité, multitude » et apparentés.